# 60º Stormo
Il 60º Stormo è un reparto dell'Aeronautica Militare. Dipende dal Comando Scuole/3ª Regione Aerea di Bari e ha sede presso l'Aeroporto di Guidonia.
A partire dal 15 settembre 2023 è intitolato alla M.O.V.A. T.Col. Pil. Arturo Ferrarin.

## Storia
Il 60º Stormo trae origine dal Nucleo Addestramento Velivoli a Reazione (NAVAR) costituito presso l'aeroporto di Amendola nel 1950, dotato inizialmente di de Havilland DH.100 Vampire e poi di Lockheed T-33 Shooting Star. Nel 1954 il nucleo divenne Scuola addestramento aviogetti, con alle dipendenze altre quattro scuole (per istruttori, tattiche e tiro, caccia ognitempo, standardizzazione), di stanza anche presso il vicino aeroporto di Foggia, oggi civile. Di quegli anni di rinascita è anche lo stemma del 60º, una fenice.
Nel 1962 la scuola di volo di Amendola prende il nome di Scuola di Volo Basico Avanzato Aviogetti (SVBAA), mentre all'aeroporto di Lecce è di stanza la Scuola di Volo Basico Iniziale Aviogetti (SVBIA), la prima dotata di Fiat G.91T e la seconda di Aermacchi MB-326. Il 1º luglio 1986 la SVBAA si trasforma in 60ª Brigata Aerea (mentre la SVBIA di Lecce diventa 61ª Brigata Aerea, oggi 61º Stormo).
La 60ª Brigata Aerea di Amendola è strutturata su tre gruppi di volo (201, 204, 205), ma qualche anno dopo è ridotta a due (201, 204), sempre su G.91T.
Nel 1993 il 32º Stormo di Brindisi si trasferisce ad Amendola, dove assorbe i due gruppi di volo della 60ª Brigata Aerea, la quale il 1º luglio è sciolta.
Si ricostituisce come 60º Stormo il 15 febbraio 2015 all'aeroporto di Guidonia (RM), incorporando il comando aeroporto e il Gruppo di Volo a Vela (GVV), dotato di alianti e di velivoli da collegamento. Il 15 settembre 2023 il 60º Stormo è intitolato al pioniere dell'aviazione italiana Arturo Ferrarin che proprio a Guidonia aveva perso la vita nel 1941.
L'attuale unico gruppo di volo del 60º Stormo, il 202º, ricostituito nel 2023 per trasformazione del Gruppo di Volo a Vela, dal 1952 al 1958 aveva operato come gruppo addestrativo, ad Alghero, sul North American T-6 Texan.
Con la riattivazione del 60º Stormo e del 202º Gruppo l'Aeronautica Militare ha ridato vita a due storici reparti addestrativi che però non avevano esperienze in ambito volovelistico. Questa tradizione la hanno ereditata dal Gruppo di Volo a Vela, creato nel 1952 come sezione da Adriano Mantelli, diventata Centro di Volo a Vela (CVV) nel 1976 e Gruppo di Volo a Vela (GVV) nel 2013 (per poi essere ridenominato 202º Gruppo nel 2023). Questo gruppo di volo a vela, che può riallacciare le sue tradizioni a una scuola di volo a vela fondata nel 1927 a Pavullo nel Frignano, nel dopoguerra operò da Roma-Urbe e da Guidonia, con frequenti rischieramenti a Rieti, sede del Centro nazionale (civile) di volo a vela.

## Equipaggiamento
Il 202º Gruppo (come già il Gruppo di Volo a Vela) è composto da due squadriglie:
La 422ª Squadriglia attualmente (2024) è dotata di 12 alianti dei seguenti tipi:
- 8 Grob G 103 Twin Astir (aliante scuola biposto)
- 2 Nimbus G-4D e G-4DM (alianti biposto per competizioni volovelistiche classe libera, di cui la versione M motorizzata)
- 2 Sportinė Aviacija LAK-17 (UG-17A) (alianti monoposto per competizioni volovelistiche classe "15/18 metri")

La 423ª Squadriglia è invece dotata di velivoli a motore. Gli aeroplani leggeri U-208A svolgono missioni di collegamento, addestramento e traino alianti e sono di proprietà del reparto. Sono invece in prestito alcuni elicotteri Breda Nardi NH-500E (provenienti dal 72º Stormo di Frosinone) e addestratori Aermacchi MB-339 (provenienti dal 61º Stormo di Lecce).
Con questi velivoli lo stormo svolge corsi di volo a vela per i frequentatori della Scuola militare aeronautica Giulio Douhet e dell'Accademia Aeronautica ai quali si aggiungono i corsi di cultura aeronautica per studenti civili delle scuole secondarie di secondo grado. Inoltre, i piloti militari in servizio presso gli uffici del ministero della difesa a Roma e di altri enti militari, svolgono attività di volo per il mantenimento delle licenze di volo. Lo stormo appoggia anche la Scuola di aerocooperazione, coubicata con altri enti sul sedime aeroportuale di Guidonia.

## Incidenti
Nella tarda mattinata del 7 marzo 2023 due velivoli U-208M in volo nell’ambito di una missione addestrativa pre-pianificata, sono entrati in collisione, precipitando al suolo in un’area nei pressi dell’aeroporto militare di Guidonia.
I due piloti, il tenente colonnello Giuseppe Cipriano ed il maggiore Marco Meneghello, entrambi in servizio al 60º stormo, sono deceduti nell’impatto.